# Julio Vivar
Julio Vivar, seudónimo de Julio Horacio Vivani, (Buenos Aires, Argentina; 15 de octubre de 1930 - Idem; 15 de diciembre de 2005) fue un periodista, conductor y locutor argentino de amplia trayectoria.

## Carrera
Inició su carrera de locutor en Mar del Plata y pasó, como muchos otros, de la radio a la televisión con un seudónimo artístico que eligió como tributo a Rodrigo Díaz de Vivar, el Cid Campeador. Guillermo Brizuela Méndez y Orlando Marconi le facilitaron el ingreso a la estación LU9 de Mar del Plata.
Perteneció a la camada de periodistas como Pinky, Cacho Fontana, Antonio Carrizo, Adolfo Salinas, Carlos Victor Andris,Nelly Trenti, Ernesto Lerchundi, Edith Boado, Clarisa Gerbolés y muchos otros.
Vivar fue uno de los más destacados "locutores-pasa avisos-vendedores" que leían avisos en vivo durante las tandas publicitarias de la programación televisiva y gracias a esa tarea fueron los primeros rostros famosos de la pantalla chica.
Es recordado como el conductor del programa en el que Sandro hizo su primera aparición televisiva, junto a Los de Fuego. Fue en 1962, en Aquí juventud, un programa musical donde los jóvenes invitados bailan en cámara y que convocaba desde Canal 7 a los protagonistas musicales de la etapa conocida como "la nueva ola".
En los diferentes ciclos que condujo presentó a destacadas figuras del cine, el deporte, el arte y la política como Ringo Bonavena, Julio Iglesias, Blackie, Nicola Di Bari, Palito Ortega, Dolores De Cicco, entre muchos otros.
Entre 1976 y 1978 condujo el ciclo "Estamos con Ud." por Canal 7.
Conductor, de nuevo en la radio, de Los principales, ciclo que se convirtió en el primer antecedente del hoy exitoso Los 40 principales, discontinuó sus apariciones tras sufrir algunos problemas de salud en los años 80; en 1989 era la voz comercial del programa de Alberto Flaks por Radio Splendid, y el último aporte a su vasta trayectoria tuvo lugar en 1992, como locutor y presentador de Golo... sinas, el ciclo humorístico de Golo que emitía Radio Splendid, antes de un retiro prematuro al complicarse su salud por un accidente cerebrovascular. 
Fue un fiel integrante del peronismo participando activamente de actos Proselitistas en el Salón José Ignacio Rucci durante la década de 1970.

## Fallecimiento
El periodista y presentador Julio Vivar falleció el 15 de diciembre de 2005 a los 75 años, a causa de un paro cardiorrespiratorio en un hospital de la provincia de Buenos Aires. Sus restos fueron sepultados en el cementerio San José de Flores.

## Televisión
- 1980: Qué, quién, cómo, cuándo y dónde.
- 1973: El tango del millón (acompañando a Juan Carlos Mareco).
- 1968: Sábados de la bondad (junto a Héctor Coire).
- 1964/1968: El club de Anteojito y Antifaz.
- 1963: Girando con las estrellas con Juan Carlos Correa, Mariel, Silvia del Río, Los Jockers y elenco.
- 1963: Conteste primero, junto a Nelly Trenti. Por Canal 7.
- 1962/1963: Aquí juventud.
- 1960: La feria de la alegría, con Guillermo Brizuela Méndez, Colomba y Juan Carlos de Seta.